# Storia di Paola

## Le origini del nome Paola
La documentazione sull'origine del nome dell'odierna città di Paola è piuttosto scarna e compare sul finire dell'XI secolo, quando viene menzionato il tenimentum Paulae all'interno dei possedimenti del notabile normanno Roberto Bohon di Fuscaldo.
A partire dalla metà del XVI secolo, numerosi eruditi hanno tentato di risalire all'origine del nome della città.
Fra questi, il primo fu il sacerdote Gabriele Barrio il quale, sulla scorta dell'opera dello storiografo Stefano Bizantino (che riprendeva, a sua volta, Ecateo di Mileto), identificò, per assonanza con il moderno toponimo, l'antico insediamento enotrio di Patycos con la città di Paola.
- Con la conquista romana della Calabria, un console romano di nome Lucio Emilio Paolo stabilì la propria residenza nella città calabrese. Da qui deriverebbe il nome Paola.
- Nella lingua latina la parola Pabula vuol dire terra da pascolo. Da alcuni documenti importanti si è appreso che Paola era un casale di Fuscaldo, amministrato dai marchesi Spinelli di Fuscaldo. Il suo territorio, ricco di vegetazione, era usato soprattutto per il pascolo degli animali.

Tra queste ipotesi la più accreditata dagli storici è proprio quest'ultima, che a differenza delle altre due è avvalorata da testimonianze storiche.

## Età ellenistica e romana
Tra il IV e il III secolo a.C., il territorio di Paola ricadeva, con buona probabilità, nel comprensorio rurale dell'oppidum brettio di Clampetia, che recenti studi hanno identificato con il centro storico dell'attuale comune di San Lucido. Qui, infatti, nel corso di i lavori per il rifacimento della pavimentazione della Chiesa dedicata a S. Giovanni Battista alla fine degli anni '80, furono scoperti i resti di un abitato ellenistico composto da alcuni vani abitativi con funzioni produttive, tra cui spiccavano numerosi pesi da telaio e i resti di una fornace per la produzione di manufatti ceramici databili al medesimo periodo.
Sulla base degli studi condotti nel territorio di San Lucido, anche quello di Paola doveva essere costellato di piccole fattorie produttive legate alla coltivazione dell'olivo e della vite, favorite dalle condizioni geomorfologiche. Deboli tracce di questa presenza sono attestate dal rinvenimento di ossa e frammenti ceramici recuperati durante scavi archeologici condotti nel cortile del complesso monastico di Badia Luta, in occasione dei lavori di restauro occorsi alla fine degli anni '90.
Successivamente Clampetia, insieme ad altri centri bretti della regione, prese parte al secondo conflitto romano-cartaginese, venendo infine conquistata negli ultimi anni dello stesso conflitto. La vittoria di Roma sui cartaginesi segnò la fine dell'indipendenza politica dei populi indigeni della Calabria e la scomparsa delle fattorie.
L'influenza romana avviò presto un imponente processo di ristrutturazione agricola delle campagne calabresi e nuove coloniae furono fondate per controllare i nuovi territori assoggettati. Sui fertili terrazzi costieri di tutta la regione furono edificate numerose villae, dotate di ricche residenze con bagni o terme (pars urbana) per il dominus e la sua familia, di alloggi per i dipendenti e gli schiavi (pars rustica ed ergastula), di impianti per la trasformazione e grandi magazzini lo stoccaggio delle derrate agricole (pars fructuaria e horrea).
Una di queste grandi villae è stata scoperta nei primi anni '80 in contrada Cutura, alla periferia nord di Paola. L'edificio, ancora oggi parzialmente conservato e quasi del tutto inesplorato, occupa la sommità di un terrazzo costiero che si eleva alcune decine di metri sul livello del mare. Le strutture della villa poggiano su un'imponente sostruzione in muratura realizzata per regolarizzare il pendio naturale del medesimo terrazzo (basis villae), con la pars urbana affacciata sul mare e il cui paramento esterno era intramezzato da una serie di nicchie che dovevano ospitare un ciclo di statue, rendendo il complesso ancora più maestoso. La pars urbana contemplava anche un bagno (balneum) o un impianto termale privato, a giudicare dalle numerose suspensurae rinvenute nel sito.
Sul versante interno del terrazzo costiero, verso le colline circostanti, si trovava probabilmente la pars fructuaria della villa, con impianti per la lavorazione delle olive e dell'uva, come documentato dai numerosi frammenti di macine in pietra vulcanica e un frammento di pressa litica per la pigiatura rinvenuti, nonché le numerose anfore da trasporto prodotte in loco ed emerse da piccoli saggi di scavo effettuati nel 2002 dalla Soprintendenza Archeologica della Calabria.

## Dominazione bizantina
Nel 395 con la morte dell'imperatore Teodosio ci fu la scissione dell'Impero romano, che fu diviso in due, Impero romano d'Occidente e Impero romano d'Oriente.
Il primo fu affidato al figlio minore di Teodosio, Onorio; il secondo al figlio maggiore dell'imperatore, Arcadio.
L'impero bizantino comprendeva parte dell'Italia centrale, l'Italia meridionale e l'Asia minore, quindi anche il territorio di Paola diventò possedimento bizantino, questo determinò anche il passaggio di queste zone al culto ortodosso.
Il regno di Giustiniano fu segnato da una continua lotta per il predominio sul territorio italiano contro gli Ostrogoti prima e i Longobardi poi.
Nel 536 i possedimenti bizantini erano ridotti all'Esarcato d'Italia, alla Repubblica di Venezia, al Ducato di Napoli, alla Sardegna e alla Corsica, alla Sicilia e al Ducato di Calabria.
Nei secoli successivi i bizantini si trovarono a fronteggiare le invasioni di Arabi e Saraceni, a seguito di queste invasioni la Sicilia cadde in mano araba e il Ducato di Calabria fu costantemente flagellato dagli islamici.
Proprio in questo periodo la Calabria divenne l'angolo preferito del crescente monachesimo italo-greco, i monaci, in seguito alla conquista araba della Sicilia, si trovarono costretti a vivere in continuo pericolo, così la abbandonarono per stabilirsi in Calabria, soprattutto lungo il versante tirrenico.
Nel territorio di Paola monaci di S. Basilio, in particolare dell'Ordine Basiliano di San Giosafat fondarono due monasteri, uno nella località Badia, consacrato a S. Maria della valle di Giosafat e delle Fosse, l'altro sul versante nord del territorio, consacrato a S. Michele Arcangelo. Da un'analisi architettonica, storica e rituale possiamo capire che siamo di fronte ad un tipo di monastero denominato Laura. Questi centri religiosi avevano una funzione di controllo sulla popolazione in collaborazione con il feudatario locale, il potere religioso ed il potere costituito collaboravano per ottenere il rispetto e la devozione che pretendevano dai cittadini per lo sviluppo della società dell'epoca.
Nell'anno 1110 la moglie del feudatario di Fuscaldo Roberto de Bubum fece una donazione scritta ai monaci del monastero di S.Maria delle Fosse. Grazie a questa donazione i monaci ottennero in concessione il possedimento dove avrebbero poi eretto il monastero, un antico mulino ad acqua, del bestiame e dei contadini per la lavorazione della terra.
Con questa donazione Sica (vedova di Roberto di Bubum) tentò di favorire l'opera dei religiosi verso la popolazione, ottenendo, anche, l'obbedienza di questi.

## Dominazione normanna

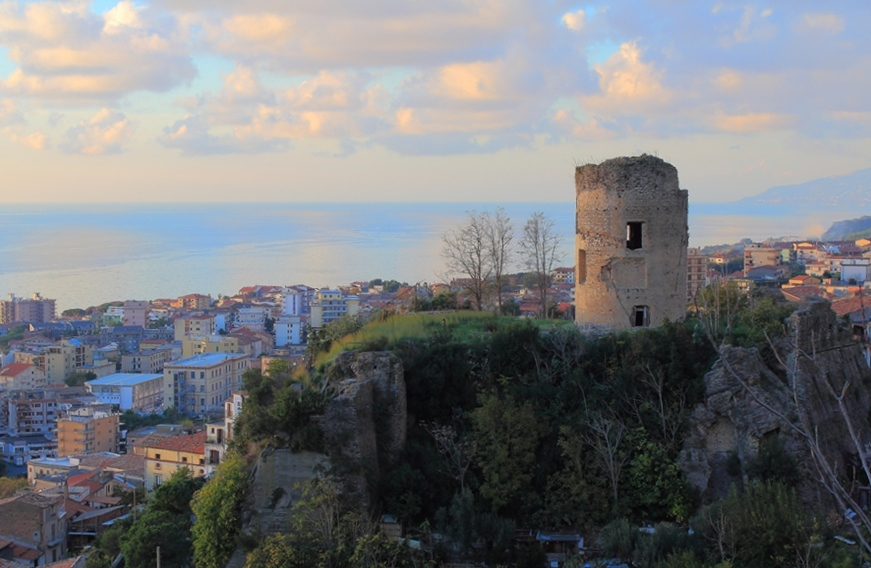
Castello di Paola (CS)

Intorno all'anno 1000 d.C. a bordo dei possenti drakkar arrivarono in Italia i Normanni, un popolo di guerrieri provenienti dalla Scandinavia.
Essi erano guidati da Guglielmo d’Altavilla, detto braccio di ferro e da suo fratello Drogone.
In breve tempo questi condottieri tolsero ai bizantini il dominio dell'Italia meridionale, iniziando dalla Sicilia.
Nel 1050 arrivò in Calabria Roberto d’Altavilla, detto il guiscardo, raggiunto nel 1057 da suo fratello Ruggiero. I due iniziarono ad assediare le principali città della Calabria, trovando dapprima l'opposizione del papato. Nella battaglia di Civitate l'esercito di volontari guidato da Leone IX subì una disfatta totale e lo stesso pontefice fu catturato dai Normanni.
Con l'arrivo degli scandinavi tutte le diocesi ortodosse furono convertite in diocesi cattoliche, così Papa Niccolò II decise di stringere un'alleanza con i nuovi padroni del meridione e nel 1059 a Melfi investì solennemente Roberto il Guiscardo del titolo di ‘'Duca di Puglia, Calabria e Sicilia'’.
La città di Paola deve ai Normanni la costruzione del ‘'Castello di Paola'’ intorno all'anno 1110 d.C.
Questa roccaforte fu eretta usando malta e arenaria, in una posizione strategica che sovrastava la città e aveva lo scopo di difendere monaci e abitanti dai soldati che passavano attraverso il territorio paolano.

## Dominazione svevo-angioina
Durante il regno di Federico II di Svevia la Calabria raggiunse uno dei suoi momenti di maggiore prosperità.
Il sovrano aveva la sua residenza a Melfi, in Basilicata.
Egli fece costruire il castello e il Duomo di Cosenza e la fortezza di Rocca Imperiale sullo Ionio.
I calabresi rimasero sempre fedeli agli Svevi, anche dopo la morte di Corradino di Svevia ucciso per ordine di Carlo I D'Angiò, che prese il potere a Napoli.
Anche Paola beneficiò di questo periodo prosperoso. La cittadina iniziò progressivamente ad ingrandirsi fino a che, quando la Calabria passò dal dominio Svevo a quello Angioino divenne feudo, e fu affidato alla famiglia Ruffo.
Nel 1418 Polissena Ruffo sposò il duca di Milano Francesco Sforza, portando anche in dote il territorio Paolano. Polissena morì avvelenata da uno degli zii nel 1420 senza dare eredi al duca di Milano, Paola e gli altri paesi che aveva portato in dote tornarono quindi alla sua famiglia.
Il feudo di Paola fu portato nuovamente in dote da Covella, sorella minore di Polissena, quando sposò Giovanni Antonio Marzano. Dalla loro unione nacque Marino Marzano, che fu spogliato del feudo per aver congiurato contro il Re di Napoli Ferrante d'Aragona.

## Dominazione aragonese e francese
Con l'arrivo degli Aragonesi Paola raggiunse lo status di Città, fu proclamata tale da Ferdinando II di Aragona.
Durante lo sbarco, avvenuto nel 1283, gli abitanti della contrada Fosse, per evitare di essere coinvolti negli scontri, si trincerarono nelle zone limitrofe al Castello di Paola, scombussolando gli equilibri che ruotavano intorno all'antica abbazia della loro contrada. Il monastero andò incontro quindi ad un inevitabile declino, nonostante il prodigarsi degli ultimi abitanti e dei monaci.
Il 2 luglio 1555 la città fu assediata dai Turchi, comandati da Dragut Rais, il quale, dopo averla saccheggiata e incendiata, assalì il Convento dei Frati minimi fondato da San Francesco e lo depredò. Ripresasi, la città continuò a vivere come gli altri paesi della Calabria, ma andava sempre più ingrandendosi, crescendo anche in importanza.
Il 18 ottobre del 1806, Paola subì l'occupazione da parte dei Francesi. Essi incendiarono e saccheggiarono il Santuario di S. Francesco, che restò deserto. In seguito ad una legge emanata da Gioacchino Murat nel 1809, iniziò la soppressione di tutti gli ordini religiosi del regno di Napoli, compreso il protocenobio dei Minimi di Paola, nonostante la sua importanza, i conventi furono tutti convertiti ad altro uso, spesso militare, le chiese passarono al clero diocesano e tutti i beni clericali confiscati.

## Regno delle Due Sicilie e Regno d'Italia
Dopo il Congresso di Vienna (1815), Ferdinando IV di Borbone fu restaurato sul trono di Napoli. L'anno successivo i due regni di Napoli e Sicilia furono uniti nel nuovo Regno delle Due Sicilie. Nel 1844 il re Ferdinando II e la sua consorte Maria Teresa d’Asburgo visitarono Paola per voto. In seguito il re tornò il 29 ottobre 1852 accompagnato dal principe ereditario, Francesco.
Durante il risorgimento, Paola partecipò al movimento di Garibaldi. L'eroe dei due mondi, tuttavia, non passo dalla città, a differenza dei suoi Garibaldini. Essi furono persino aiutati dal Comune quando le truppe comandate da Nino Bixio e Giacomo Medici s'imbarcarono per raggiungere Garibaldi a Napoli. Prima della costruzione della Ferrovia Paola-Cosenza nel 1910, il porto di Paola era molto trafficato, i piroscafi provenienti da Napoli e Messina erano carichi di merci e viaggiatori e il commercio fiorente. Vi nacque l'ultimo segretario del Partito Fascista, Carlo Scorza.